# 多硫化物
多硫化物（たりゅうかぶつ）は硫黄原子の鎖を含む化学物質の総称である。多硫化物と呼ばれるものでもっとも単純な化学種は S2−
n と表されるジアニオンである。無機化合物にも有機化合物にも存在する。一般式が R−Sn−R と表される有機多硫化物はポリスルフィド (polysulfide) とも呼ばれる。

## 多硫化物重合体
多硫化物はS2−
n と表されると述べたが、商業的には多硫化物、あるいはポリスルフィドといえば通常いくつかの硫黄原子と炭化水素が交互に繋がった重合体の一群を指す。この重合体を構成する繰り返し単位の一般式は -[(CH2)m-Sn]x−で表され、n (≧ 2) は硫黄原子の数（または級）を示し、x は構成単位の繰り返しの回数を示している。硫黄原子が炭化水素鎖によってひとつずつ分断された状態で含まれている重合体、たとえばポリフェニレンスルフィド({\displaystyle {\ce {(C6H4S)_n}}})は、重合体ではあるが多硫化物ではない。
多硫化物重合体は有機二ハロゲン化物と多硫化物イオンのアルカリ金属塩の間での重縮合反応によって合成される。
重縮合反応法において利用される二ハロゲン化物の種類は、ジクロロアルカン（例: 1,2-ジクロロエタン({\displaystyle {\ce {ClCH2CH2Cl}}})、ビス（2-クロロエトキシ）メタン ({\displaystyle {\ce {ClCH2CH2OCH2OCH2CH2Cl}}})、1,3-ジクロロプロパン ({\displaystyle {\ce {ClCH2CH2CH2Cl}}})）で、一方、アルカリ金属の多硫化物の中では、多硫化ナトリウム({\displaystyle {\ce {Na2Sx}}})がもっともよく使われるものである。
{\displaystyle {\ce {Cl^-R^-Cl + Na2Sn -> (-R-S_{n}-)_{x}{}-}}}
開環重合反応によって多硫化物重合体を合成することもできる。
多硫化物重合体は、水、石油、および多くの有機溶媒に不溶性であり、そのためにシーリング剤としてしばしば用いられる。それらのシーリング剤は道路舗装、自動車の窓ガラス、飛行機の機体の繋ぎ目を埋めるために用いられている。これらの部位へ多硫化物のシーリング剤を応用するもっとも大きな理由は水の侵入を防ぐことである。

## 加硫ゴムにおける多硫化物
現在市販されている多くの弾性物質は多硫化物の架橋をもっている。これらの架橋は隣接する多量体鎖と相互に結合して硬さを持たせている。硬度は架橋の数に関係している。弾性物質はそのために延ばしたり圧縮された後にも元の形状に戻るという特徴的な性質を持っている。それ自体の元々の形状を記憶していることから、弾性物質は一般にはゴムと呼ばれている。硫黄によるそれらの重合体の重合鎖の間を架橋させる工程は「加硫」と呼ばれている。硫黄鎖は炭素間の二重結合に隣接したアリル位の炭素原子と結合する。加硫はクロロプレンゴム（ネオプレン™）、スチレン・ブタジエンゴム、そしてポリイソプレン（天然ゴム）を含むいくつかの種類のゴムの工業生産に利用されている。ポリイソプレンと硫黄を混合して加熱することにより起こる加硫の発見はチャールズ・グッドイヤーによるもので、この発見は粘着性でほとんど役に立たない物質を有用な弾性物質に転換することができたという点で革命的であった。

## 無機多硫化物
無機多硫化物は広く存在しており、もっとも有用なものとしては、農業分野において殺虫剤として使用されている石灰硫黄合剤、硫化カルシウム(CaSn)がある。ほか、多硫化物構造を持つさまざまな錯体が、研究論文の中で幅広く論じられてきている。(C5H5)2TiS5や[Ni(S4)2]2−、[Pt(S5)3]2− などの遷移元素の多硫化物複合体はその例である。典型元素も遷移元素と同様に多硫化物を形成する。
化学パルプの製造においてエネルギー削減を達成するため、硫化ナトリウム水溶液に硫黄を溶かしこんだポリ硫化ナトリウム（ポリサルファイド）を蒸解薬剤として用いる例が開発された。水酸化ナトリウムと硫化ナトリウムからなる蒸解薬剤（白液）を酸化することで水酸化ナトリウムとポリ硫化ナトリウムが得られるが、蒸解に寄与しないチオ硫酸ナトリウムの生成を抑止するため、空気酸化ではなく電解によって酸化することで水酸化ナトリウム分を上げ、パルプ歩留まりの増加と、黒液中の有機物減少をもたらす。このことはソーダ回収ボイラーの熱負荷を下げることにつながり、パルプ増産を可能にした。